# 25. ceremonia wręczenia Europejskich Nagród Filmowych
25. ceremonia wręczenia Europejskich Nagród Filmowych odbyła się 1 grudnia 2012 w Valletcie na Malcie.
Nominacje do nagród ogłoszono 3 listopada 2012, podczas Europejskiego Festiwalu Filmowego w Sewilli.
Laureatów nagród wybrało 2700 członków Europejskiej Akademii Filmowej. Ceremonię wręczenia nagród można było obejrzeć na żywo w internecie.
Najwięcej nominacji − po sześć − otrzymały dwa filmy: nagrodzona Złotą Palmą w Cannes Miłość w reżyserii Michaela Haneke oraz Wstyd Steve’a McQueena. Po pięć nominacji otrzymały również dwa obrazy: Polowanie Thomasa Vinterberga oraz Szpieg w reżyserii Tomasa Alfredsona.
Michael Haneke oraz Thomas Vinterberg otrzymali trzy nominacje: za najlepszy europejski film, dla najlepszego europejskiego reżysera i dla najlepszego europejskiego scenarzysty.
W kategorii najlepszy europejski scenarzysta nominowany został Roman Polański, który wraz z Yasminą Rezą napisał scenariusz do filmu Rzeź.
O nagrodę publiczności ubiegał się film Agnieszki Holland W ciemności, nominowany do Oscara za najlepszy film nieanglojęzyczny.

## Laureaci nagród i nominowani
Laureaci nagród wyróżnieni są wytłuszczeniem

### Najlepszy Europejski Film
- // Miłość, reż. Michael Haneke
  -  Barbara, reż. Christian Petzold
  -  Cezar musi umrzeć, reż. Paolo i Vittorio Taviani
  -  Nietykalni, reż. Olivier Nakache i Eric Toledano
  -  Polowanie, reż. Thomas Vinterberg
  -  Wstyd, reż. Steve McQueen

### Najlepszy Europejski Reżyser
- Michael Haneke − Miłość
  -  Nuri Bilge Ceylan − Pewnego razu w Anatolii
  -  Steve McQueen − Wstyd
  -  Paolo i Vittorio Taviani − Cezar musi umrzeć
  -  Thomas Vinterberg − Polowanie

### Najlepsza Europejska Aktorka
- Emmanuelle Riva − Miłość
  -  Émilie Dequenne − Nasze dzieci
  -  Nina Hoss − Barbara
  -  Margarete Tiesel − Raj: miłość
  -  Kate Winslet − Rzeź

### Najlepszy Europejski Aktor
- Jean-Louis Trintignant − Miłość
  -  François Cluzet i Omar Sy − Nietykalni
  -  Michael Fassbender − Wstyd
  -  Mads Mikkelsen − Polowanie
  -  Gary Oldman − Szpieg

### Najlepszy Europejski Scenarzysta
- Tobias Lindholm i Thomas Vinterberg − Polowanie
  -  Michael Haneke − Miłość
  -  Cristian Mungiu − Za wzgórzami
  -  Olivier Nakache i Eric Toledano − Nietykalni
  -  Roman Polański i  Yasmina Reza − Rzeź

### Najlepszy Europejski Operator
(Nagroda imienia Carlo Di Palma)
- Sean Bobbitt − Wstyd
  -  Bruno Delbonnel − Faust
  -  Darius Khondji − Miłość
  -  Gökhan Tiryaki − Pewnego razu w Anatolii
  -  Hoyte van Hoytema − Szpieg

### Najlepszy Europejski Kompozytor
- Alberto Iglesias − Szpieg
  -  Cyrille Aufort i  Gabriel Yared − Kochanek królowej
  -  François Couturier − Nazywam się Li
  -  George Fenton − Whisky dla aniołów

### Najlepszy Europejski Scenograf
- Maria Djurković − Szpieg
  -  Niels Sejer − Kochanek królowej
  -  Jelena Żukowa − Faust

### Najlepszy Europejski Montażysta
- Joe Walker − Wstyd
  -  Janus Billeskov Jansen i Anne Østerud − Polowanie
  -  Roberto Perpignani − Cezar musi umrzeć

### Najlepszy Europejski Film Animowany
- / Alois Nebel, reż. Tomáš Luňák
  - / Piraci!, reż. Peter Lord
  -  Dyskretne uroki starości, reż. Ignacio Ferreras

### Najlepszy Europejski Film Dokumentalny – Prix ARTE
- // Zimowi nomadowie – Manuel von Stürler
  -  Londyn, nowy Babilon – Julien Temple
  -  Thé ou électricité – Jérôme Le Maire

### Najlepszy Europejski Film Krótkometrażowy – Prix UIPu
- Prix UIP Valladolid:  Superman, Spiderman lub Batman – Tudor Giurgiu
  - Prix UIP Angers:  Ambasador i ja – Jan Czarlewski
  - Prix UIP Locarno:  Back of Beyond – Michael Lennox
  - Prix UIP Tampere:  Bestia – Attila Till
  - Prix UIP Ghent:  Demain, ça sera bien – Pauline Gay
  - Prix UIP Drama:  Einspruch VI – Rolando Colla
  - Prix UIP Rotterdam:  Im Freien – Albert Sackl
  - Prix UIP Vila do Conde:  Manhã de Santo António – João Pedro Rodrigues
  - Prix UIP Bristol:  Miten marjoja poimitaan – Elina Talvensaari
  - Prix UIP Grimstad:  Cisza – L. Rezan Yeşilbaş
  - Prix UIP Wenecja:  Titloi telous – Yorgos Zois
  - Prix UIP Cork:  Two Hearts – Darren Thornton
  - Prix UIP Kraków: / Villa Antropoff – Vladimir Leschiov i Kaspar Jancis
  - Prix UIP Berlin:  Vilaine fille mauvais garçon – Justine Triet

### Europejskie Odkrycie Roku
- Kauwboy. Chłopiec i kawka – Boudewijn Koole
  -  Misiaczek – Mads Matthiesen
  -  Broken – Rufus Norris
  -  Portret o zmierzchu – Angelina Nikonowa
  -  Die Vermissten – Jan Speckenbach

### Nagroda Publiczności (People’s Choice Award)
- Hasta la Vista!, reż. Geoffrey Enthoven
  -  Barbara, reż. Christian Petzold
  -  Cezar musi umrzeć, reż. Paolo i Vittorio Taviani
  -  Żelazna Dama, reż. Phyllida Lloyd
  -  Połów szczęścia w Jemenie, reż. Lasse Hallström
  -  Wstyd, reż. Steve McQueen
  -  Nietykalni, reż. Olivier Nakache i Eric Toledano
  - / Artysta, reż. Michel Hazanavicius
  - / Łowcy głów, reż. Morten Tyldum
  - // W ciemności, reż. Agnieszka Holland
  - // Szpieg, reż. Tomas Alfredson
  - // Hotel Marigold, reż. John Madden

### Europejska Nagroda Filmowa za Całokształt Twórczości
- Bernardo Bertolucci[3]

### Nagroda za Osiągnięcia w Światowej Kinematografii – Prix Screen International
- Helen Mirren[4]